# العطوية
العطوية من فرق الخوارج التي خرجت عن النجدات التي كانت تقول بكفر المصر علي الذنب صغيراً أو كبيراً، وهي منسوبة إلي عطية بن الأسود الحنفي، وقد فارق عطية نافعاً ونجدة حيث انتقل إلي سجستان ومن العطوية خرجت خمسة عشر فرقة يطلق عليهم جميعاً العجاردة.